# Brest (Brod)
Pour les articles homonymes, voir Brest (homonymie).
Brest (en macédonien Брест) est un village de l'ouest de la Macédoine du Nord, situé dans la municipalité de Makedonski Brod. Le village comptait 189 habitants en 2002.

## Démographie
Lors du recensement de 2002, le village comptait :
- Macédoniens : 186
- Serbes : 3

## Voir aussi

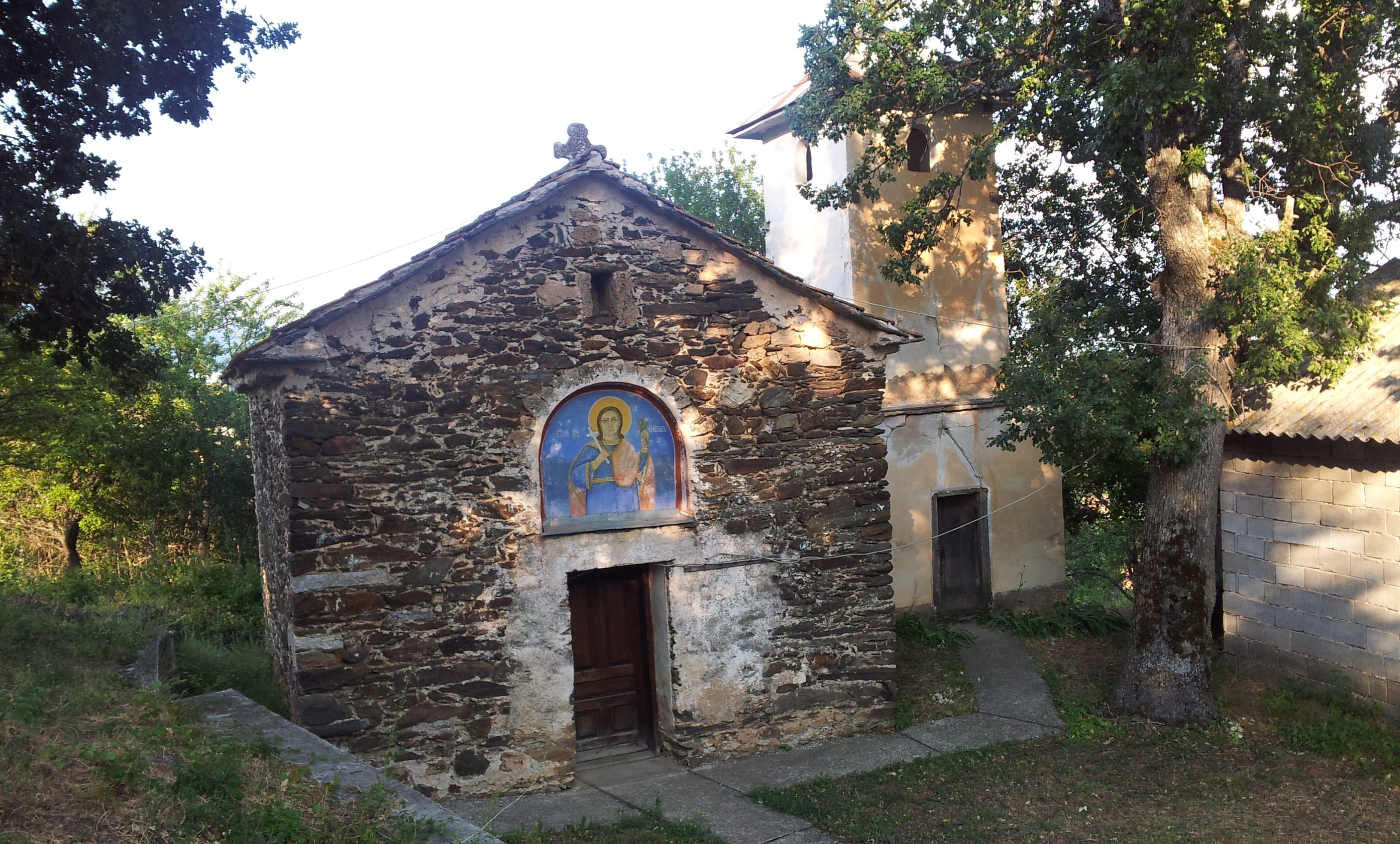
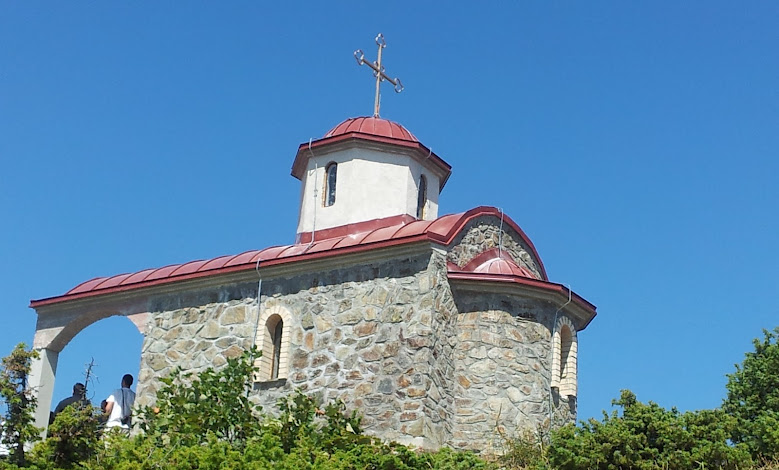
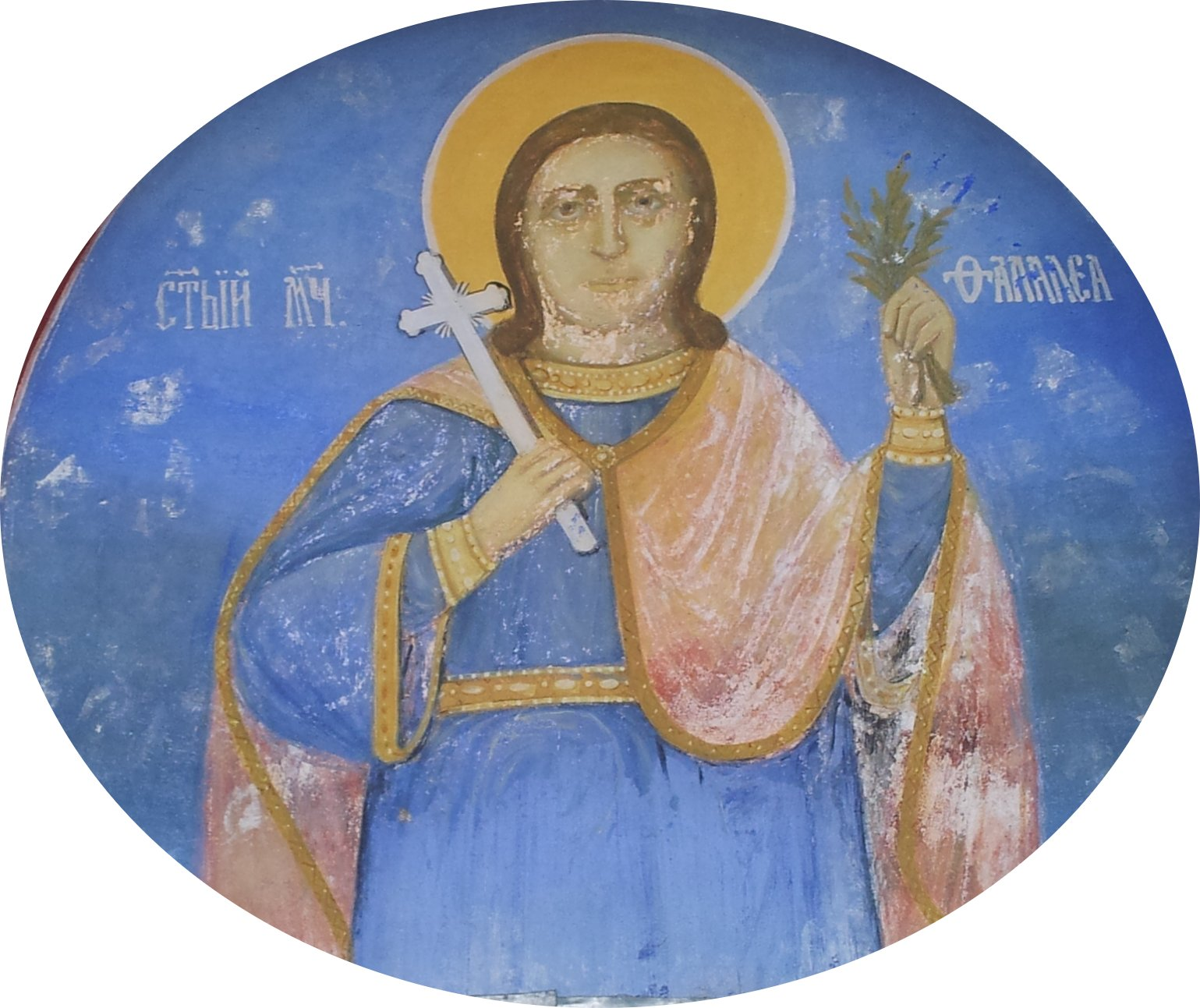
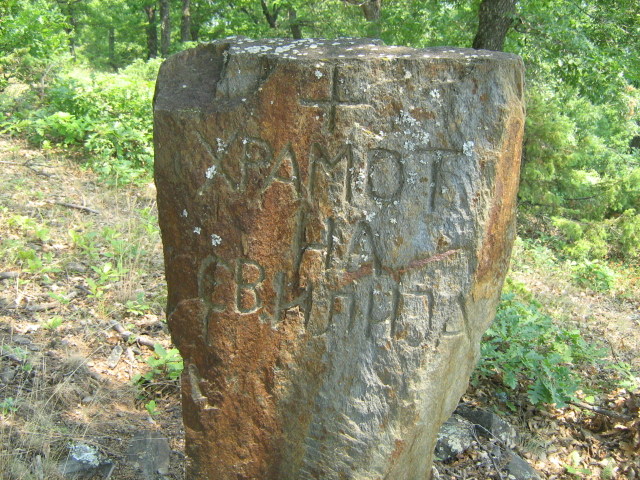